# Цілиннинське сільське поселення
Ціли́ннинське сільське поселення (рос. Целиннинское сельское поселение) — сільське поселення у складі Краснокаменського району Забайкальського краю Росії.
Адміністративний центр — селище Цілинний.

## Населення
Населення сільського поселення становить 1359 осіб (2019; 1683 у 2010, 1853 у 2002).

## Склад
До складу сільського поселення входять:
| Населений пункт   | Населення, осіб (2002) | Населення, осіб (2010) |
| ----------------- | ---------------------- | ---------------------- |
| Урулюнгуй, селище | 170                    | 135                    |
| Цілинний, селище  | 1683                   | 1548                   |